# Матеріальні співвідношення
Матеріальні співвідношення - два співвідношення, які визначають зв'язок між напруженістю електричного поля :{\displaystyle \mathbf {E} } та вектором електричної індукції :{\displaystyle \mathbf {D} }, а також між напруженістю магнітного поля :{\displaystyle \mathbf {H} } і вектором магнітної індукції :{\displaystyle \mathbf {B} } для конкретного середовища. 
Для вакууму
{\displaystyle \mathbf {D} =\mathbf {E} }
{\displaystyle \mathbf {B} =\mathbf {H} }
Для інших середовищ залежність між цими величинами складна і визначається законами взаємодії електромагнітного поля з атомами й молекулами речовини. 
В найпростішому випадку слабких полів, анізотропних речовин, відсутності часової і просторової дисперсії матеріальні співвідношення лінійні. 
{\displaystyle \mathbf {D} =\varepsilon \mathbf {E} }
{\displaystyle \mathbf {B} =\mu \mathbf {H} },
де {\displaystyle \varepsilon } - діелектрична проникність середовища, а {\displaystyle \mu } його магнітна проникність.

## Матеріальні співвідношення для вакууму в системі SI
Міжнародна система одиниць SI має різні одиниці для напруженостей і індукцій, тому в ній матеріальні співвідношення для вакууму мають вигляд 
{\displaystyle \mathbf {D} =\varepsilon _{0}\mathbf {E} }
{\displaystyle \mathbf {B} =\mu _{0}\mathbf {H} }
де {\displaystyle \varepsilon _{0}} - електрична стала, а {\displaystyle \mu _{0}} - магнітна стала.